# 27 novembre 1949
Le dimanche 27 novembre 1949 est le 331e jour de l'année 1949.

## Naissances
- Arlene Klasky, artiste américaine
- François-Xavier Dillmann, scandinaviste français
- Gerrit Graham, acteur américain
- Jim Price, joueur de basket-ball américain
- Joël Sausset, footballeur français reconverti entraîneur
- Marcel Reif, journaliste sportif suisse
- Masanori Sekiya, pilote automobile japonais
- Nick Discepola (mort le 21 novembre 2012), personnalité politique canadienne
- Václav Jamek, diplomate et écrivain
- Werner Langen, homme politique allemand

## Décès
- Charles Francis Haanel (né le 22 mai 1866), écrivain américain
- Tom Walls (né le 18 février 1883), acteur britannique
- Vincenzo Irolli (né le 30 septembre 1860), peintre italien
- William H. King (né le 3 juin 1863), politicien américain

## Événements
- Élection présidentielle en Colombie
- Création du parti paysan unifié en Pologne